# Chinnerita
La chinnerita és un mineral de la classe dels fosfats.

## Característiques
La chinnerita és un fosfat de fórmula química [Mg(H₂O)₆]Na(H₂O)₂Al₃(PO₄)₂F₆. Va ser aprovada com a espècie vàlida per l'Associació Mineralògica Internacional en el mes de desembre de l'any 2023, i publicada l'any següent. Cristal·litza en el sistema monoclínic. És una espècie relacionada química i estructuralment amb la penriceïta.
Les mostres que van servir per a determinar l'espècie, el que es coneix com a material tipus, es troben conservadess a les col·leccions mineralògiques del Museu d'Austràlia Meridional, a Adelaida, Austràlia, amb el número de registre: G35383, i a les col·leccions mineralògiques del Museu d'Història Natural del Comtat de Los Angeles, a Los Angeles (Califòrnia) amb el número de catàleg: 76301.

## Formació i jaciments
Va ser descoberta a la pedrera de marbre de Penrice, situada a la vall de Barossa, a la serralada del Mt Lofty (Austràlia Meridional, Austràlia). Aquest indret és l'únic a tot el planeta on ha estat descrita aquesta espècie mineral.